# Przeworno

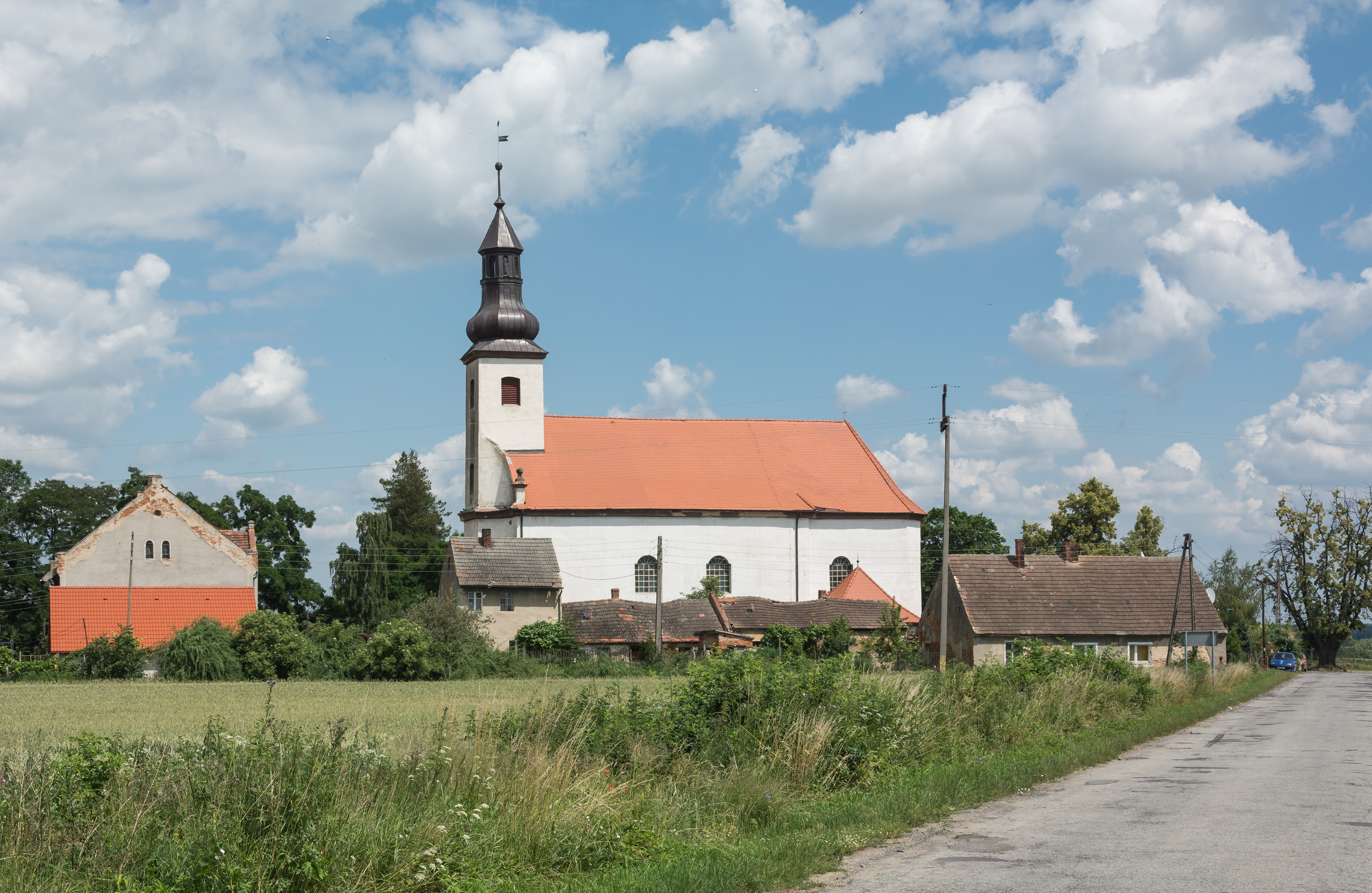
Kościół Trójcy Przenajświętszej w Przewornie

Przeworno (niem. Prieborn) – wieś w Polsce położona w województwie dolnośląskim, w powiecie strzelińskim, siedziba gminy Przeworno.

## Położenie
Obok miejscowości płynie niewielka rzeka Krynka, dopływ Oławy.

## Historia
Pierwsza wzmianka pochodzi z 1155, kiedy to papież Hadrian IV w wydanej bulli wymienia Przeworno i kilka okolicznych wiosek jako własność biskupa wrocławskiego Tomasza. W 1264 wymieniana w kronikach jako Priborn. W XIII i XIV wieku okoliczne tereny były własnością rycerzy: Gocława Wrony, Bogusława Komesa ze Strzelina, Jarosława na Gromniku i Marbnta. Od połowy XIV wieku lenno czeskie. Od roku 1477 do połowy XVII wieku ziemie należały do rodu Czirnów. Od 1642 przez pewien czas ziemie należały do książąt brzeskich by w końcu, w roku 1675, trafić pod władanie cesarza. Od roku 1742 na terenie Prus, Przeworno staje się własnością berlińskiego szpitala Charité.
Od roku 1945 ponownie na terenie Polski, okoliczne ziemie zasiedlone zostały przez przybyszów z byłych kresów wschodnich.
W latach 1954-1972 wieś była siedzibą gromady Przeworno. W latach 1975–1998 miejscowość administracyjnie należała do województwa wałbrzyskiego.
W miejscowości była stacja kolejowa Przeworno.

## Demografia
Według Narodowego Spisu Powszechnego (2011) liczyło 1215 mieszkańców. Jest największą miejscowością gminy Przeworno.

## Zabytki
Do wojewódzkiego rejestru zabytków wpisany jest:
- zespół zamkowy:
  - zamek, z 1543, przebudowany w połowie XVII wieku, i w początkach XX wieku.
  - park, z drugiej połowy XVII w., XIX w.

inne zabytki:
- kościół z XIII wieku, wzmiankowany w 1335, w obecnej postaci z 1729-1733. W ołtarzu rzeźbiony tryptyk z 1580, w 1679 w podziemiach pochowany August, ostatni męski potomek Piastów brzeskich[4];
- kościół poewangelicki, neogotycki, murowany, salowy wzniesiony w latach 1880 – 1891[6];
- tablica metrykalna pieca wapienniczego z 1845, rozebranego w latach 50. XX wieku na materiały budowlane, znajduje się w Lapidarium UAM w Poznaniu.

## Szlaki turystyczne
Ząbkowice Śląskie – Bobolice – Cierniowa Kopa – Zameczny Potok – Muszkowicki Las Bukowy – Muszkowice – Henryków – Raczyce – Witostowice – Nowolesie – Nowoleska Kopa – Kalinka – Nowina – Dzierzkowa – Siemisławice – Przeworno – Krzywina – Garnczarek – Skrzyżowanie pod Dębem – Biały Kościół
 droga Szklary-Samborowice (szlak zielony) – Jagielno – Krynka – Przeworno – Strużyna – Kaszówka – Jegłowa kop. – Gromnik – Skrzyżowanie nad Wąwozem Pogródki – Biały Kościół – Nieszkowice – Czerwieniec – Kowalskie – Żelowice – Piotrkówek – Ostra Góra – Niemcza – Gilów – Piława Dolna – Góra Parkowa – Bielawa – Kalenica – Nowa Ruda – Tłumaczów – Radków – Pasterka – Karłów – Skalne Grzyby – Batorów – Duszniki-Zdrój – Szczytna – Zamek Leśna – Polanica-Zdrój – Bystrzyca Kłodzka – Igliczna – Międzygórze – Przełęcz Puchacza.